# NGC 7399
NGC 7399 is een spiraalvormig sterrenstelsel in het sterrenbeeld Waterman. Het hemelobject werd op 15 november 1884 ontdekt door de Amerikaanse astronoom Lewis A. Swift.

## Synoniemen
- MCG -2-58-6
- PGC 69902